# The Smashing Bird I Used to Know
The Smashing Bird I Used to Know è un film drammatico sexploitation del 1969, diretto da Robert Hartford-Davis. Nel mercato statunitense è stato distribuito nel 1973 col titolo School for Unclaimed Girls e un anno dopo come Hell House Girls.

## Trama
Nicki Johnson è una sedicenne difficile, a causa dei sensi di colpa che la tormentano: sette anni prima ha visto morire in un incidente in un luna park il padre, che si era sporto per consolare la figlia spaventata, cadendo e finendo schiacciato dal meccanismo della giostra. La madre Anne, dopo la morte del marito, si è allontanata dalla figlia. Nicki ha un ragazzo, Peter.
Anne annuncia di voler sposare il suo giovane compagno, Harry, che è malsopportato dalla figlia. Quando un giorno Nicki torna a casa prima del previsto a causa di una caduta da cavallo, trova solo Harry, che prova a sedurla. Vistosi rifiutato, provoca la giovane, comunicandole di avere lui il controllo sul fondo fiduciario a lei intestato. La ragazza reagisce violentemente, pugnalando Harry che rimane gravemente ferito nella colluttazione.
Nicki viene mandata in una casa di detenzione per giovani con problemi emotivi e comportamentali. Qui lega con Sarah, che la protegge dalle angherie delle altre ragazze. Le due scoprono di avere molto in comune, e Sarah, dichiaratamente lesbica, è apertamente attratta dall'amica.
Quando, dopo una rissa, per loro si prospetta un trasferimento in riformatorio, decidono di fuggire. Sarah viene catturata poco dopo, mentre Nicki riesce ad allontanarsi e a trovare rifugio a casa di Peter, che vive presso il suo datore di lavoro. Peter con fatica riesce a convincere la ragazza che la sua fuga sia stata un errore. Un tragico incidente stradale impedisce tuttavia loro il ritorno alla casa.